# Гринсборо (Џорџија)
Гринсборо (Џорџија) (енгл. Greensboro) град је у америчкој савезној држави Џорџија. По попису становништва из 2010. у њему је живело 3.359 становника.

## Демографија
Према попису становништва из 2010. у граду је живело 3.359 становника, што је 121 (3,7%) становника више него 2000. године.
| Група             | 2000.         | 2010.         |
| Белци             | 1.017 (31,4%) | 871 (25,9%)   |
| Афроамериканци    | 2.008 (62,0%) | 2.019 (60,1%) |
| Азијати           | 10 (0,3%)     | 3 (0,1%)      |
| Хиспаноамериканци | 173 (5,3%)    | 428 (12,7%)   |
| Укупно            | 3.238         | 3.359         |